# 69 Danguje
69 Danguje (alternativamente Šeškės) è un girl group lituano formatosi nel 2005. È costituito dalle cantanti Karina Krysko, Nijolė Pareigytė Rukaitienė, Ingrida Martinkėnaitė e Goda Alijeva.

## Storia del gruppo
Le 69 Danguje hanno fatto il loro esordio discografico nel 2006 con l'album in studio 9 Danguj, disco a cui hanno fatto seguito gli LP 69 Danguje (2007) e Veidrodėlis (2008), entrambi certificati oro dalla AGATA. L'anno successivo hanno preso parte a Lietuvos dainų daina, evento canoro utilizzato per selezionare il rappresentante lituano all'Eurovision Song Contest 2009, dove hanno gareggiato con Meilės simfonija raggiungendo la finale dell'evento.
A distanza di anni, le 69 Danguje hanno fatto ritorno sulla scena musicale pubblicando Jei leisi, brano in collaborazione con Gabrielius Vagelis tratto dal suo disco Žydėsiu, con cui riescono ottenere il loro miglior posizionamento nella Singlų Top 100 (2ª posizione). Durante l'estate successiva hanno piazzato un altro brano in classifica, dal titolo Aš prašau.

## Formazione
- Karina Krysko – voce
- Nijolė Pareigytė Rukaitienė – voce
- Ingrida Martinkėnaitė – voce
- Goda Alijeva – voce

## Discografia

### Album in studio
- 2006 – 9 Danguj
- 2007 – 69 Danguje
- 2008 – Veidrodėlis

### Raccolte
- 2012 – Geriausios mūsų dainos

### Singoli
- 2018 – Lik dabar ir čia
- 2023 – Jei leisi (con Gabrielius Vagelis)
- 2023 – Aš prašau
- 2023 – Gyvenu
- 2024 – Paleidom
- 2024 – Nebesugrįšiu
- 2024 – Rytas perone
- 2025 – Tu mane laikyk